# 1964 en Bretagne
 Chronologie de la Bretagne
- 1960
- 1961
- 1962
- 1963
- 1964
- 1965
- 1966
- 1967
- 1968

Cette page recense des événements qui se sont produits durant l'année 1964 en Bretagne.

## Société

### Naissances

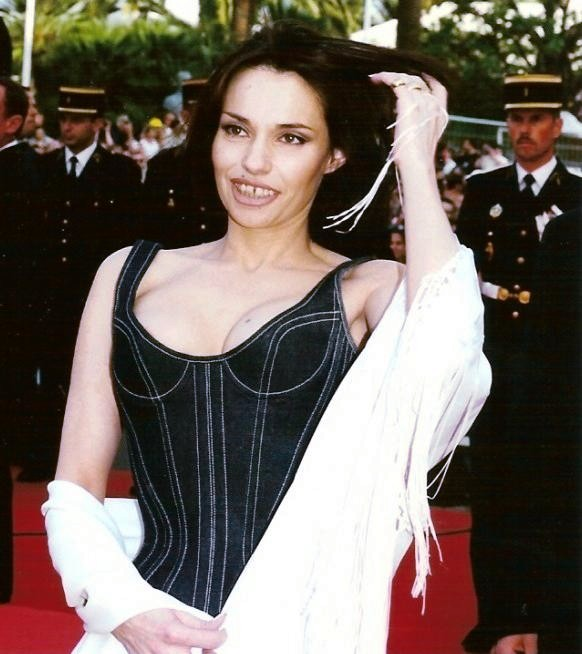
Béatrice Dalle en 1999

- à Brest : Renaud Garreta, dessinateur de bande dessinée français.

- 9 avril à Brest : Bruno Derrien, ancien arbitre international français de football.

- 19 décembre à Brest : Béatrice Cabarrou, dite Béatrice Dalle, actrice française.

## Politique

### Vie politique
- Fondation de l'Union démocratique bretonne (UDB)